# قصدرة

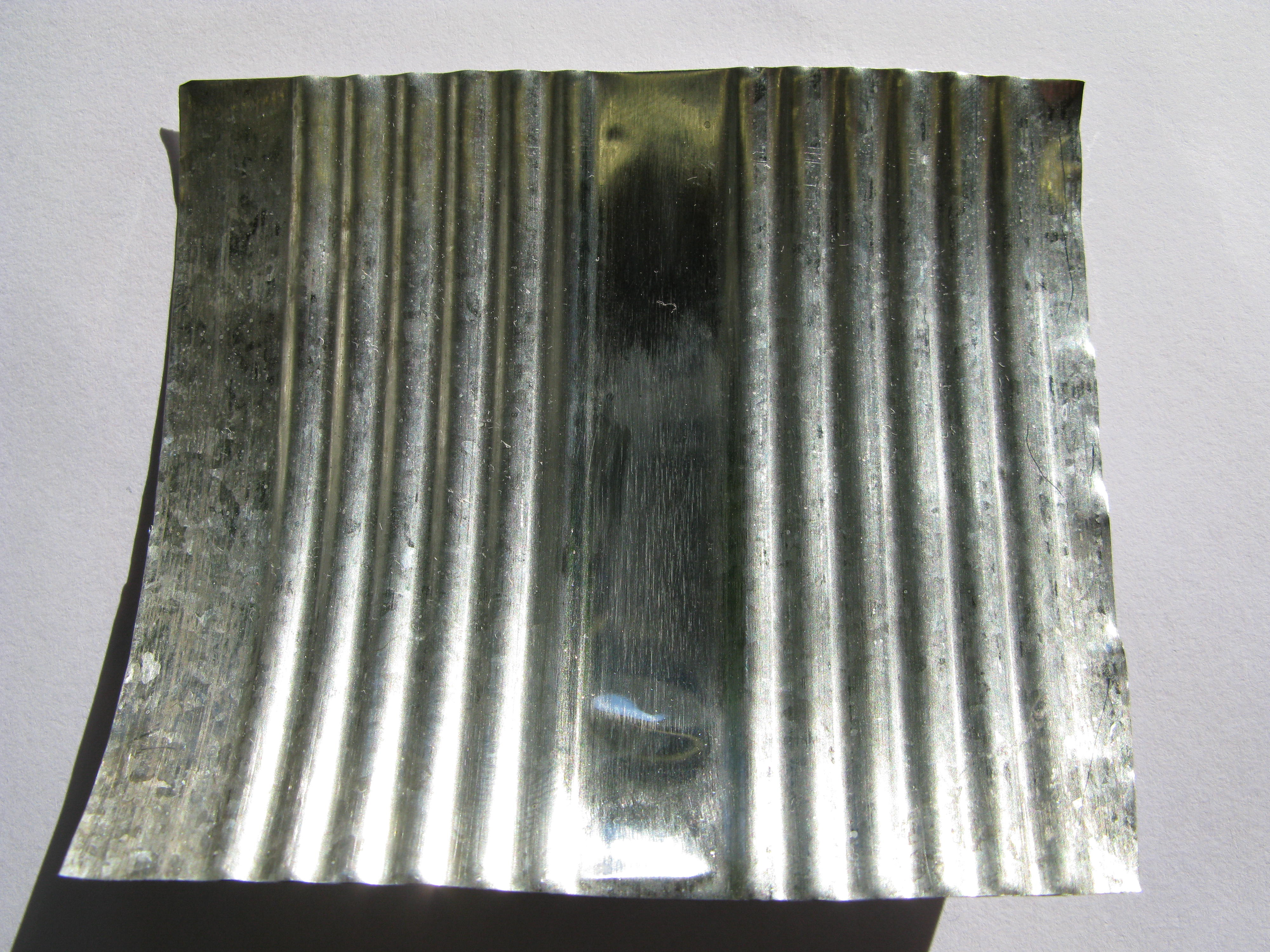
طبقة من القصديير داخل علبة تنك

القصدرة  هي عملية طلي أي فلز مثل الحديد المطاوع أو السبائك مثل الفولاذ بطبقة رقيقة من القصدير. يعرف المعدن الناتج عن العملية باسم الصفيح أو التنك.
تهدف عملية القصدرة إلى الحد من التآكل وتشكل الصدأ، وتستخدم بشكل كبير في صناعة علب وعبوات الصفيح المستخدمة في حفظ الغذاء في الصناعات الغذائية.

## اقرأ أيضاً
- قصدير